# Красный Свет (Старобудский сельсовет)
Красный Свет (бел. Чырвоны Свет) — упразднённый посёлок в Старобудском сельсовете Буда-Кошелёвского района Гомельской области Белоруссии.
В связи с радиационным загрязнением после катастрофы на Чернобыльской АЭС жители переселены в чистые места.

## География

### Расположение
В 10 км на юг от районного центра и железнодорожной станции Буда-Кошелёвская (на линии Жлобин — Гомель), 34 км от Гомеля.

## Транспортная сеть
Транспортные связи по просёлочной, затем автомобильной дороге Буда-Кошелёво — Гомель. Планировка состоит из двух коротких почти параллельных между собой широтных улиц, застроенных односторонне деревянными домами усадебного типа.

## История
Основан в начале XX века переселенцами с соседних деревень. В 1929 году жители деревни вступили в колхоз. В 1959 году входил в состав колхоза «Авангард» (центр — деревня Старая Буда).
В 1969 году в посёлок переселились жители соседнего посёлок Яновка.

## Население

### Численность
- 2010 год — жителей нет.

### Динамика
- 1925 год — 15 дворов.
- 1959 год — 54 жителя (согласно переписи).
- 1990-е — жители переселены.